# Tellok
Tellok (nep. तेल्लोक) – gaun wikas samiti we wschodniej części Nepalu w strefie Meći w dystrykcie Taplejung. Według nepalskiego spisu powszechnego z 2001 roku liczył on 438 gospodarstw domowych i 2350 mieszkańców (1224 kobiet i 1126 mężczyzn).